# Mariči (hinduizem)
Mariči (Marichi) je sanskrtki izraz, ki pomeni modrec in videc davnine.
V hinduizmu je Mariči Brahmov duhovni sin, modrec in videc davnine ter eden od desetih maharišijev in Kašjapov oče.